# Daniël van der Munnik
Daniël van der Munnik (Leens, 27 juni 1895 – Groningen, 2 november 1974) was een Nederlands politicus van de ARP.

## Biografie
Hij werd geboren als zoon van Gijsbertus van der Munnik (1858-1928; predikant) en Aaltje Rijkens (1868-1938).
Van der Munnik was hoofdcommies bij de gemeentesecretarie van Wonseradeel voor hij in 1926 benoemd werd tot gemeentesecretaris van Kloosterburen. In 1930 volgde zijn benoeming tot burgemeester van Grootegast. Hij werd in 1943 ontslagen waarna Grootegast de NSB'er Egbert Pieters als burgemeester kreeg.
Na de bevrijding in 1945 keerde Van der Munnik terug in zijn oude functie. Hij ging in 1960 met pensioen en overleed in 1974 op 79-jarige leeftijd.

## Familie
Zijn jongere broer Jan Daniël van der Munnik was eveneens burgemeester in Groningen.